# 朝のロータリー
朝のロータリー（あさのロータリー）は、NHKラジオ第1放送で1972年4月3日から1984年3月31日まで放送されていた情報番組である。

## 概要
今日も楽しく、時の人、朝の名曲といった録音番組の編成から、前日から当日にかけてのニュースときょうの動きをメインに、各地の話題や行事と聴取者からのおたより、日本列島各地の記者リポート、さらに海外のトピックスを伝えた番組。
- 1978年秋に放送時間が繰り上げられた。

## タイムテーブル

### 1980年代前半
- 6:40 ニュースデスクから
- 6:50 私たちの言葉
- 7:00 NHKニュース
- 7:40 ローカル枠
- 8:00 今日のニュース

## ローカル枠
- 北海道:北海道のみなさん[3]
- 新潟:おはようにいがた[3]
- 松山:四国のみなさんへ[3]・愛媛のみなさんへ[3]
- 高松:香川のみなさんへ[3]
- 徳島:徳島のみなさんへ[3]
- 高知:高知のみなさんへ[3]